# Pinkin de Corozal 2023
Questa voce raccoglie le informazioni riguardanti le Pinkin de Corozal nella stagione 2023.

## Stagione
Le Pinkin de Corozal disputano la loro quarantanovesima Liga de Voleibol Superior Femenino: dopo aver chiuso al secondo posto la regular season, nei play-off scudetto eliminano in cinque giochi le Changas de Naranjito durante le semifinali, conquistando il diciannovesimo titolo della propria storia dopo aver sconfitto in altrettante gare le Cangrejeras de Santurce.

## Organigramma societario
Area direttiva
- Presidente: Lilibeth Rojas

Area tecnica
- Allenatore: Ángel Pérez

## Rosa
| N° | Nome                 | Ruolo | Data di nascita   | Nazionalità sportiva |
| -- | -------------------- | ----- | ----------------- | -------------------- |
| 2  | Norian Ceballos      | O     | 27 marzo 2000     | Porto Rico           |
| 3  | Alexandra Rivera     | L     | 18 febbraio 1993  | Porto Rico           |
| 4  | Jennymar Santiago    | P     | 28 luglio 1994    | Porto Rico           |
| 5  | Adriana Rodríguez    | C     | 25 maggio 2002    | Porto Rico           |
| 6  | Alexis González      | P     | 23 maggio 1994    | Porto Rico           |
| 9  | Karelys Otero        | L     | 17 settembre 1999 | Porto Rico           |
| 10 | Ronika Stone         | C     | 7 giugno 1998     | Stati Uniti          |
| 11 | Brittany Abercrombie | O     | 28 dicembre 1995  | Porto Rico           |
| 12 | Victoria Dilfer      | P     | 26 febbraio 1999  | Stati Uniti          |
| 14 | Andrea Serra         | S     | 14 settembre 1999 | Porto Rico           |
| 15 | Ivania Ortiz         | S     | 15 luglio 1999    | Porto Rico           |
| 16 | Paola Santiago       | O     | 17 febbraio 2000  | Porto Rico           |
| 17 | Génesis Castillo     | C     | 7 marzo 1994      | Porto Rico           |
| 18 | Adanna Rollins       | S     | 10 ottobre 1999   | Stati Uniti          |

## Mercato
| Acquisti | Acquisti             | Acquisti               | Acquisti   |
| R.       | Nome                 | da                     | Modalità   |
| -------- | -------------------- | ---------------------- | ---------- |
| O        | Norian Ceballos      | UPR Rio Piedras        | definitivo |
| C        | Adriana Rodríguez    | -                      | definitivo |
| P        | Alexis González      | Northern Michigan      | definitivo |
| P        | Victoria Dilfer      | Wealth Planet Perugia  | definitivo |
| S        | Andrea Serra         | American International | definitivo |
| O        | Paola Santiago       | Illinois Chicago       | definitivo |
| S        | Adanna Rollins       | Penn State             | definitivo |
| O        | Brittany Abercrombie | Adam                   | definitivo |

| Cessioni | Cessioni             | Cessioni                | Cessioni   |
| R.       | Nome                 | a                       | Modalità   |
| -------- | -------------------- | ----------------------- | ---------- |
| S        | Daly Santana         | IBK Altos               | definitivo |
| P        | Raymariely Santos    | Wealth Planet Perugia   | definitivo |
| C        | Yimarilis Calderón   | Cangrejeras de Santurce | definitivo |
| L        | Valeria Santos       | Leonas de Ponce         | definitivo |
| O        | Brittany Abercrombie | IBK Altos               | definitivo |
| C        | Dulce Téllez         | Cangrejeras de Santurce | definitivo |
| S        | Payton Caffrey       | PAOK                    | definitivo |

## Risultati

### LVSF

#### Regular season
| 4 febbraio 2023 Coliseo Carmen Zoraida Figueroa, Corozal  | Pinkin de Corozal       | 3 - 2 | Criollas de Caguas      | 25-18, 27-29, 14-25, 25-20, 15-10 |
| 11 febbraio 2023 Coliseo Rafael Amalbert, Juncos          | Valencianas de Juncos   | 2 - 3 | Pinkin de Corozal       | 25-20, 25-21, 21-25, 22-25, 13-15 |
| 17 febbraio 2023 Coliseo Carmen Zoraida Figueroa, Corozal | Pinkin de Corozal       | 0 - 3 | Atenienses de Manatí    | 19-25, 19-25, 19-25               |
| 18 febbraio 2023 Coliseo Gelito Ortega, Naranjito         | Changas de Naranjito    | 3 - 2 | Pinkin de Corozal       | 19-25, 26-24, 20-25, 25-22, 15-10 |
| 23 febbraio 2023 Coliseo Carmen Zoraida Figueroa, Corozal | Pinkin de Corozal       | 3 - 0 | Leonas de Ponce         | 25-19, 25-21, 25-12               |
| 25 febbraio 2023 Coliseo Carmen Zoraida Figueroa, Corozal | Pinkin de Corozal       | 0 - 3 | Criollas de Caguas      | 26-28, 27-29, 21-25               |
| 26 febbraio 2023 Coliseo Roberto Clemente, San Juan       | Cangrejeras de Santurce | 3 - 0 | Pinkin de Corozal       | 25-15, 25-13, 29-27               |
| 1º marzo 2023 Coliseo Juan Aubín Cruz Abreu, Manatí       | Atenienses de Manatí    | 3 - 1 | Pinkin de Corozal       | 15-25, 25-19, 25-21, 25-21        |
| 4 marzo 2023 Coliseo Carmen Zoraida Figueroa, Corozal     | Pinkin de Corozal       | 3 - 0 | Valencianas de Juncos   | 25-23, 25-20, 25-16               |
| 10 marzo 2023 Coliseo Carmen Zoraida Figueroa, Corozal    | Pinkin de Corozal       | 3 - 0 | Changas de Naranjito    | 25-22, 25-23, 25-23               |
| 12 marzo 2023 Coliseo Salvador Dijols, Ponce              | Leonas de Ponce         | 1 - 3 | Pinkin de Corozal       | 17-25, 18-25, 26-24, 20-25        |
| 16 marzo 2023 Coliseo Carmen Zoraida Figueroa, Corozal    | Pinkin de Corozal       | 3 - 1 | Cangrejeras de Santurce | 25-20, 25-13, 19-25, 26-24        |
| 18 marzo 2023 Coliseo Roger L. Mendoza, Caguas            | Criollas de Caguas      | 0 - 3 | Pinkin de Corozal       | 22-25, 18-25, 25-27               |
| 24 marzo 2023 Coliseo Carmen Zoraida Figueroa, Corozal    | Pinkin de Corozal       | 3 - 0 | Atenienses de Manatí    | 25-23, 25-23, 26-24               |
| 26 marzo 2023 Coliseo Gelito Ortega, Naranjito            | Changas de Naranjito    | 1 - 3 | Pinkin de Corozal       | 13-25, 21-25, 25-21, 16-25        |
| 29 marzo 2023 Coliseo Carmen Zoraida Figueroa, Corozal    | Pinkin de Corozal       | 3 - 2 | Leonas de Ponce         | 25-17, 21-25, 20-25, 25-20, 15-12 |
| 31 marzo 2023 Coliseo Rafael Amalbert, Juncos             | Valencianas de Juncos   | 1 - 3 | Pinkin de Corozal       | 25-27, 21-25, 26-24, 20-25        |
| 5 aprile 2023 Coliseo Roberto Clemente, San Juan          | Cangrejeras de Santurce | 3 - 0 | Pinkin de Corozal       | 25-15, 25-16, 25-20               |

#### Play-off
| Semifinali (gara 1) - 19 aprile 2023 Coliseo Carmen Zoraida Figueroa, Corozal | Pinkin de Corozal       | 3 - 2 | Changas de Naranjito    | 25-21, 25-21, 22-25, 22-25, 15-10 |
| Semifinali (gara 2) - 21 aprile 2023 Coliseo Gelito Ortega, Naranjito         | Changas de Naranjito    | 1 - 3 | Pinkin de Corozal       | 25-20, 23-25, 20-25, 25-27        |
| Semifinali (gara 3) - 23 aprile 2023 Coliseo Carmen Zoraida Figueroa, Corozal | Pinkin de Corozal       | 1 - 3 | Changas de Naranjito    | 14-25, 22-25, 25-22, 25-27        |
| Semifinali (gara 4) - 26 aprile 2023 Coliseo Gelito Ortega, Naranjito         | Changas de Naranjito    | 2 - 3 | Pinkin de Corozal       | 25-19, 25-23, 20-25, 23-25, 10-15 |
| Semifinali (gara 5) - 28 aprile 2023 Coliseo Carmen Zoraida Figueroa, Corozal | Pinkin de Corozal       | 3 - 0 | Changas de Naranjito    | 25-17, 25-20, 25-21               |
| Finale (gara 1) - 2 maggio 2023 Coliseo Roberto Clemente, San Juan            | Cangrejeras de Santurce | 3 - 1 | Pinkin de Corozal       | 25-22, 11-25, 25-19, 25-17        |
| Finale (gara 2) - 5 maggio 2023 Coliseo Carmen Zoraida Figueroa, Corozal      | Pinkin de Corozal       | 3 - 1 | Cangrejeras de Santurce | 25-23, 25-17, 20-25, 25-17        |
| Finale (gara 3) - 7 maggio 2023 Coliseo Roberto Clemente, San Juan            | Cangrejeras de Santurce | 1 - 3 | Pinkin de Corozal       | 23-25, 19-25, 25-21, 25-27        |
| Finale (gara 4) - 9 maggio 2023 Coliseo Carmen Zoraida Figueroa, Corozal      | Pinkin de Corozal       | 3 - 0 | Cangrejeras de Santurce | 25-23, 25-21, 25-14               |
| Finale (gara 5) - 11 maggio 2023 Coliseo Roberto Clemente, San Juan           | Cangrejeras de Santurce | 1 - 3 | Pinkin de Corozal       | 25-20, 14-25, 20-25, 22-25        |

## Statistiche

### Statistiche di squadra
| Competizione | Punti | In casa | In casa | In casa | In trasferta | In trasferta | In trasferta | Totale | Totale | Totale |
| Competizione | Punti | G       | V       | P       | G            | V            | P            | G      | V      | P      |
| ------------ | ----- | ------- | ------- | ------- | ------------ | ------------ | ------------ | ------ | ------ | ------ |
| LVSF         | 34    | 14      | 11      | 3       | 14           | 9            | 5            | 28     | 20     | 8      |
| Totale       | -     | 14      | 11      | 3       | 14           | 9            | 5            | 28     | 20     | 8      |

G = partite giocate; V = partite vinte; P = partite perse